# Suisse au Concours Eurovision de la chanson 2009
La Suisse a participé au Concours Eurovision de la chanson 2009.

## Sélections
La Schweizer Fernsehen (SF), division germanophone de la radio-télévision helvétique SRG SSR, commence sa sélection pour l'Eurovision 2009 en juillet 2008. De juillet jusqu'au 20 octobre 2008, la SF lance un appel pour que les artistes intéressés pour représenter la Suisse à l'Eurovision se présentent. Les artistes et les auteurs n'ont pas l'obligation d'être suisses ; cependant il est spécifié que les candidats doivent avoir de l'expérience.
Un jury interne choisira ensuite le représentant de la Suisse au concours.
Après plusieurs mois de délibération, le journal Blick annonce en janvier 2009 que la SF choisit le groupe suisse Lovebugs pour représenter son pays à l'Eurovision 2009 à Moscou, en Russie. La SF confirme que Lovebugs a été sélectionné par un jury de cinq personnes, nommé par le diffuseur. À ce moment, aucune information n'est révélée quant à la chanson que le groupe doit interpréter à Moscou, même si un sondage mené par la radio suisse DRS, qui fait partie de la société SRG SSR, sur leur site révèle que la préférence des auditeurs est pour The Highest Heights, chanson tirée de leur dernier album éponyme.
Le 23 février, il est finalement annoncé que Lovebugs va participer au concours avec la chanson The Highest Heights. Ils prennent part à la première demi-finale, qui a lieu le 12 mai 2009. Le groupe ne se qualifie pas pour la finale, terminant à une décevante quatorzième place avec un score de seulement 15 points.